# José Ramón Caso
José Ramón Caso García (ur. 17 września 1946 w Madrycie) – hiszpański polityk, menedżer i adwokat, od 1986 do 1989 i od 1989 do 1993 poseł do Kongresu Deputowanych, w 1989 poseł do Parlamentu Europejskiego III kadencji.

## Życiorys
Ukończył studia prawnicze na Uniwersytecie Complutense w Madrycie, kształcił się później w zakresie zarządzania przedsiębiorstwem w ICADE przy Papieskim Uniwersytecie Comillas. Praktykował jako adwokat, był również menedżerem w przedsiębiorstwach, pracował też w ministerstwie zdrowia i opieki społecznej, m.in. jako dyrektor komórki odpowiedzialnej za usługi społeczne i kierownik urzędu ds. świadczeń dla osób starszych. Był doradcą premiera Leopolda Calvo-Sotelo.
Należał do Unii Demokratycznego Centrum, pełnił funkcję sekretarza ds. organizacyjnych. W 1982 przeszedł wraz z większością działaczy tej partii do Centrum Demokratycznego i Społecznego, od 1982 do 1991 (z czteromiesięczną przerwą w latach 1986–1987) pełnił w niej funkcję sekretarza generalnego. W 1986 został po raz pierwszy wybrany do Kongresu Deputowanych z okręgu Madryt, objął funkcję czwartego wiceprzewodniczącego tej izby. W lipcu 1989 uzyskał mandat posła do Parlamentu Europejskiego jako lider listy Centrum Demokratycznego i Społecznego. Został członkiem Komisji ds. Instytucjonalnych, a także wiceprzewodniczącym grupy liberałów, demokratów i reformistów. W listopadzie tego samego roku powrócił do niższej izby krajowego parlamentu, w związku odszedł z PE. Po porażce w wyborach lokalnych w 1991 przeszedł na stanowisko rzecznika klubu parlamentarnego, które sprawował do końca kadencji. W 1993 nie uzyskał reelekcji do Kongresu Deputowanych, po czym odszedł z polityki.
Od 1994 do 1996 był dyrektorem przedsiębiorstwa energetycznego EASA (Energías de Aragón). Założył własną firmę konsultingową, później został dyrektorem generalnym przedsiębiorstwa Ketchum Lenci Public Affairs. W 1999 objął funkcję dyrektora krajowego stowarzyszenia agencji pracy tymczasowej.